# Musée Galliera

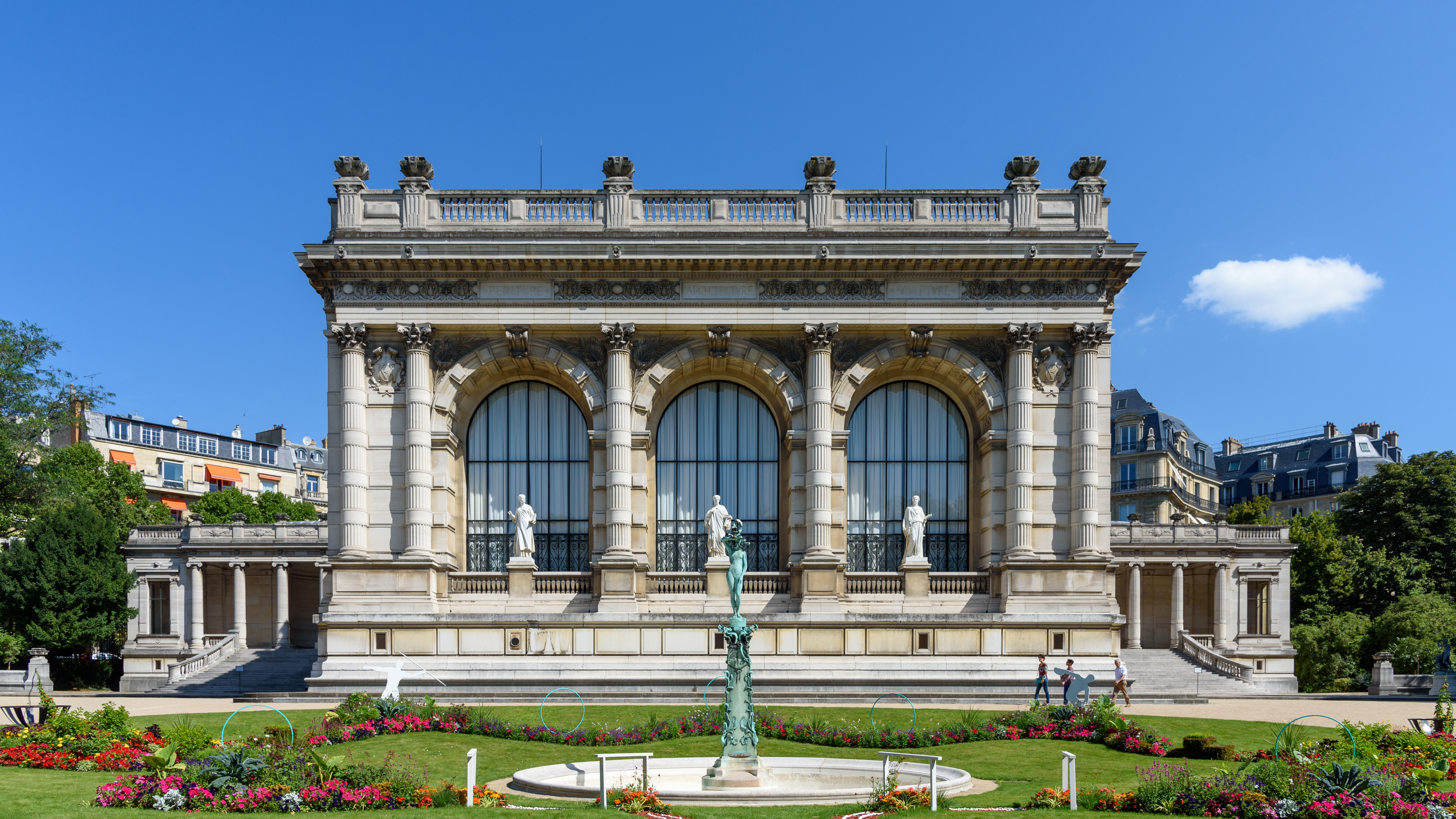
Musée Galliera

Musée Galliera, vormals Musée de la Mode de la Ville de Paris, ist ein Museum in Paris, das sich der Mode widmet. Es ist seit 2013 Teil des administrativen Zusammenschlusses Paris Musées.

## Gebäude
Das Palais wurde im Auftrag der Herzogin von Galliera, Maria Brignole Sale De Ferrari, zwischen 1878 und 1894 vom Architekten Léon Ginain erbaut. Die Mäzenin hatte das Gelände und Gebäude der Stadt Paris vermacht und ursprünglich für ein Museum ihrer Skulpturensammlung vorgesehen. In den ersten achtzig Jahren nutzte die Pariser Stadtverwaltung das Ausstellungsgebäude am Square Brignole-Galliera für verschiedene Zwecke.
Seit 1977 beherbergt das Palais das städtische Modemuseum. Das Museumsgebäude wurde ab 2009 renoviert und zeigt seit 2013 wieder die ursprünglichen rostroten Wandfarben und schwarzen Holztäfelungen. Die Gewölbedecken tragen Arabeskenmalereien, die Fußböden haben antikisierend-abstrakte Mosaiken, die von Giandomenico Facchina geschaffen wurden.

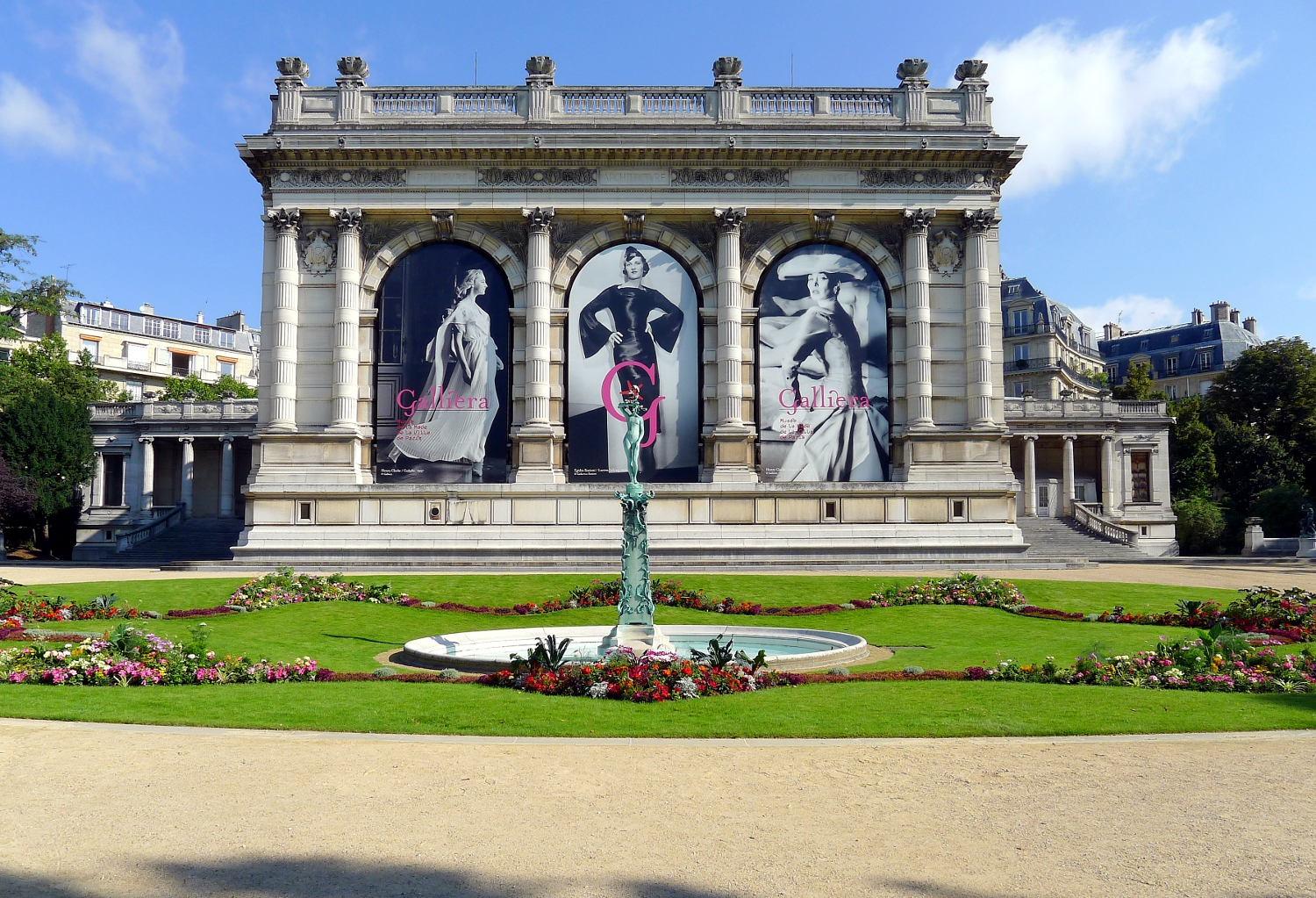
Musée Galliera und Square Brignole-Galliera (2011)
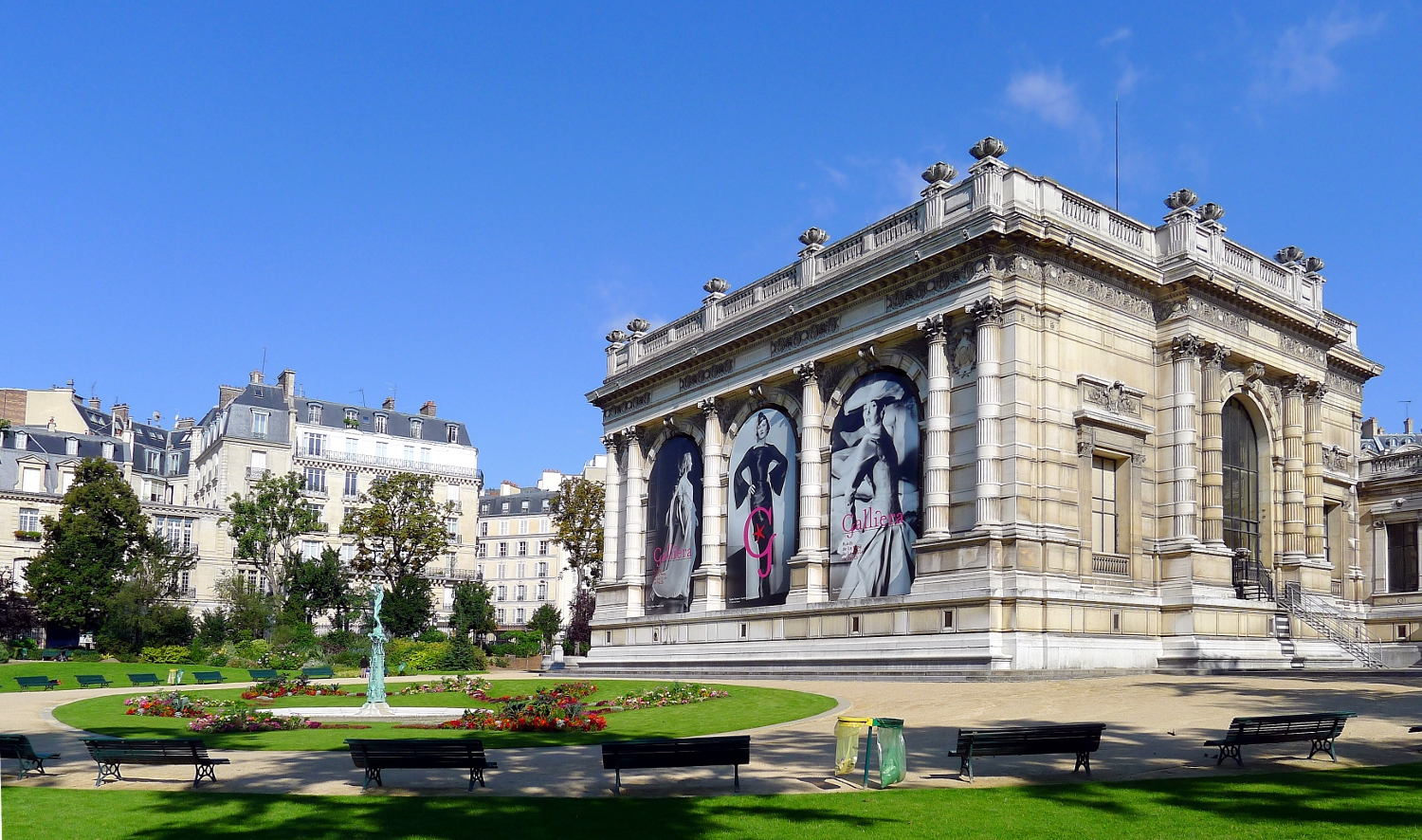
Musée Galliera und Square Brignole-Galliera (2011)
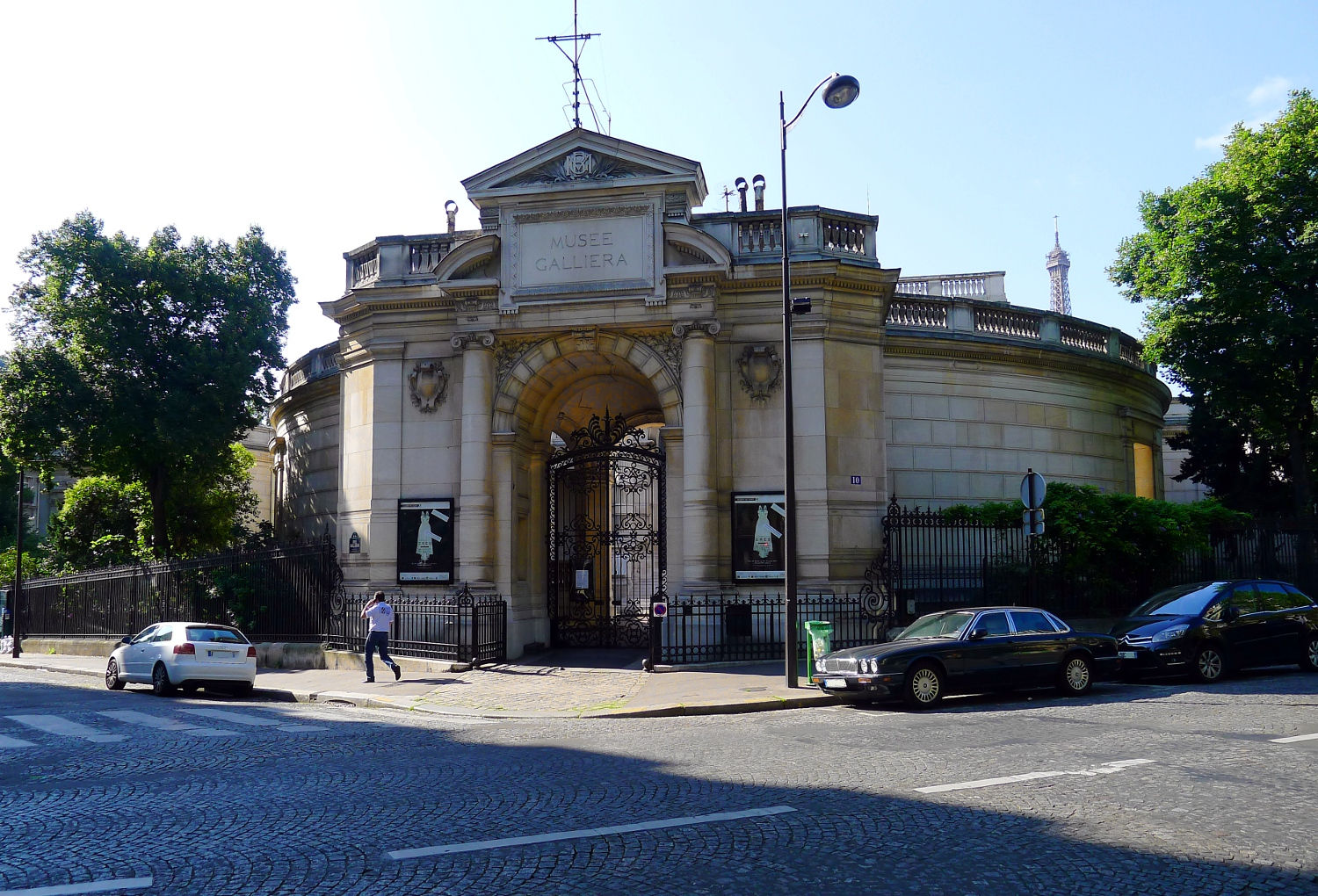
Palais Galliera von der Avenue Pierre Ier de Serbie (2011)
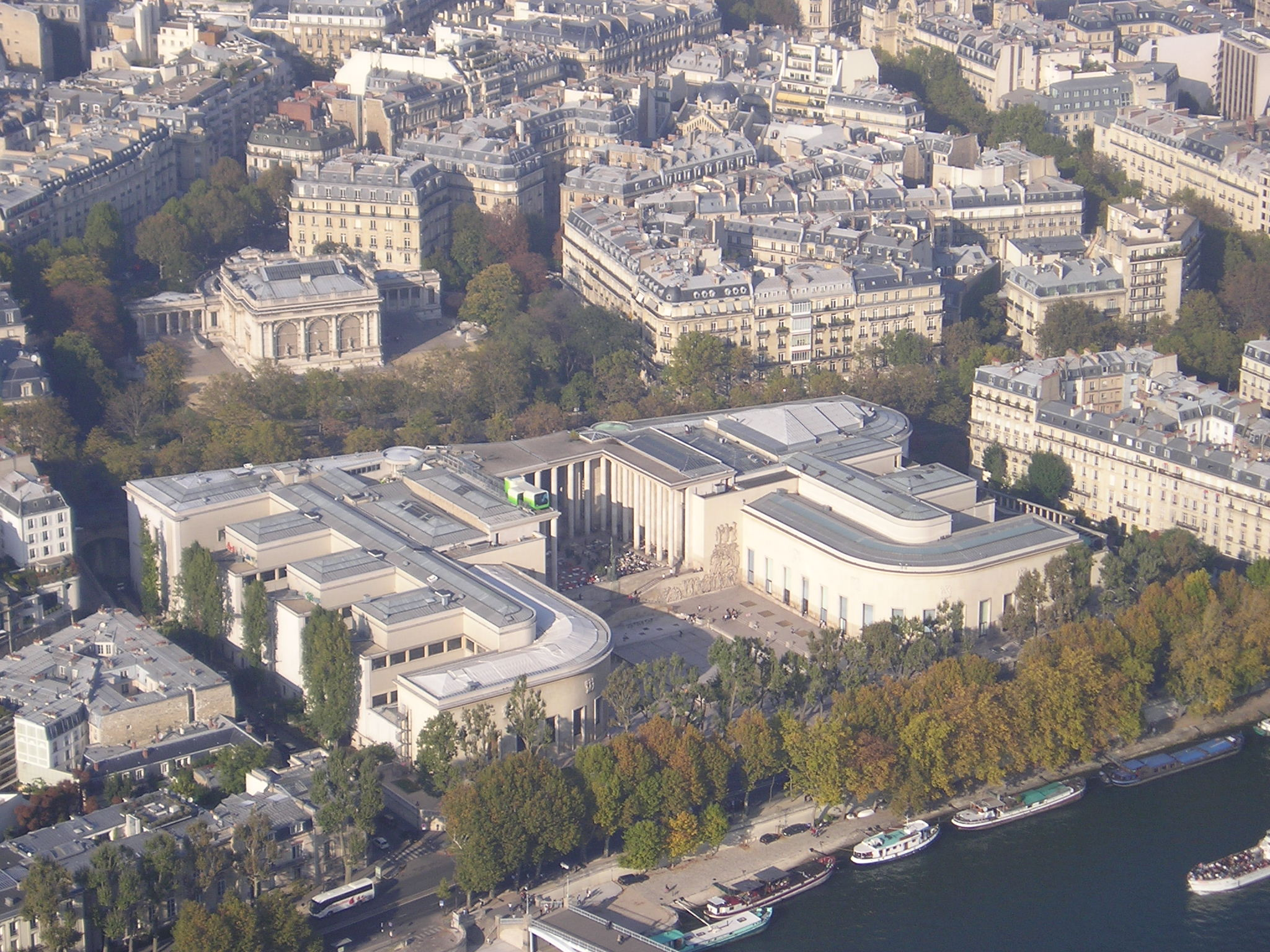
Palais de Tokyo und Palais Galliera (2008)
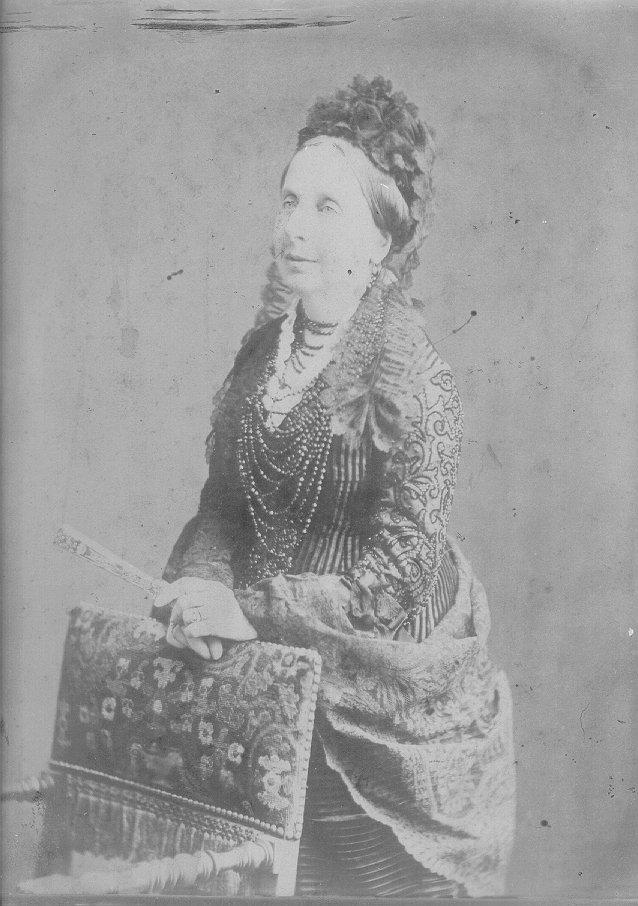
Mäzenin Maria Brignole Sale, Herzogin von Galliera

## Museum
Während der Schließung fand die Ausstellungstätigkeit des Museums im Pariser Rathaus und in der Cité de la mode et du design beim Institut français de la mode statt. Dem Museum stehen in dem relativ kleinen Palais Galliera nur 550 m² Ausstellungsfläche in fünf Sälen zur Verfügung. Seine Sammlung zählt 30.000 Kleidungsstücke der letzten drei Jahrhunderte, 50.000 grafische Werke und 70.000 Fotografien. Diese Kollektion wird seit 1994 in einem Depot im Osten von Paris aufbewahrt. Aus konservatorischen und konzeptionellen Gründen zeigt das Museum keine Dauerausstellung. Im Jahr 2013 äußerte der damalige Museumsleiter, der Historiker Olivier Saillard, er wolle die Ausstellungen einerseits den Hauptkapiteln der Kostümgeschichte widmen und andererseits das Werk großer Autoren würdigen. Im selben Jahr wurden die Kreationen von Azzedine Alaïa gezeigt.
Seither widmete das Museum unter anderem Jeanne Lanvin eine Retrospektive (März bis August 2015), zeigte die Garderoben der für ihre Eleganz berühmten comtesse Greffulhe (November 2015 bis März 2016) und der Sängerin Dalida (April bis August 2017) und ehrte die Modeschöpfer Mariano Fortuny (Oktober 2017 bis Januar 2018) sowie Martin Margiela (März bis Juli 2018) durch Einzelausstellungen. Im Oktober 2020 wurde im Palais Galliera die erste in Frankreich der bedeutenden Coco Chanel gewidmete Retrospektive eröffnet.

## Abbildungen

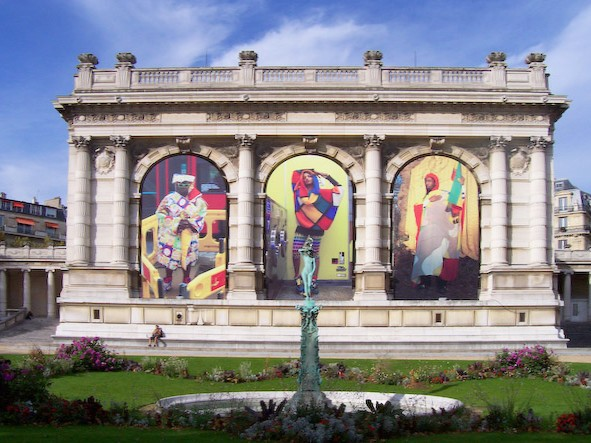
Ausstellungswerbung 2007
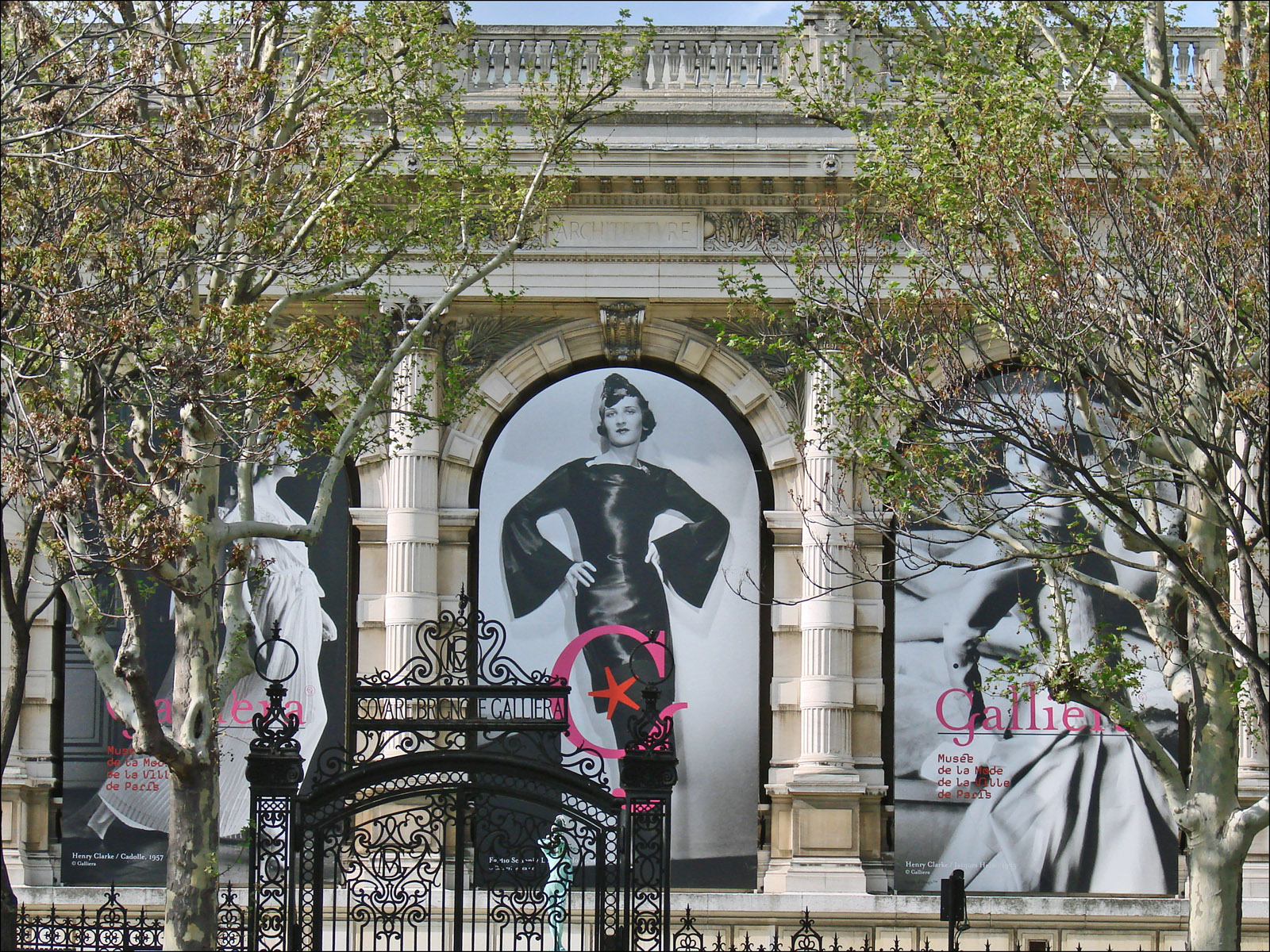
Ausstellungswerbung 2010
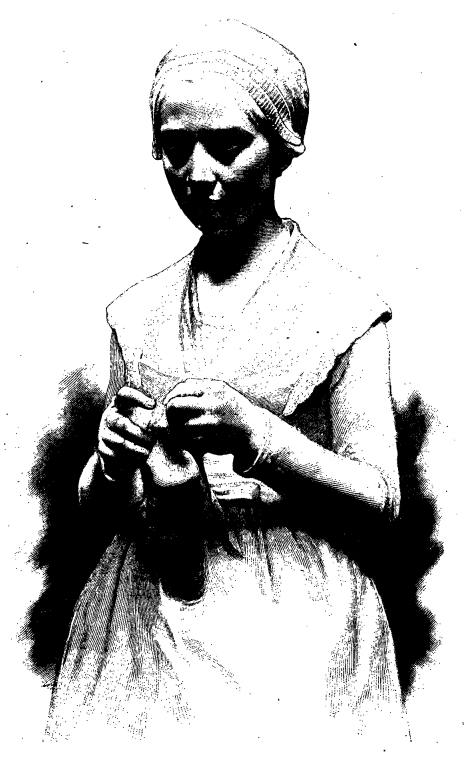
Jean Baffier: La Jeannette (1901), Plastik im Museumsbestand
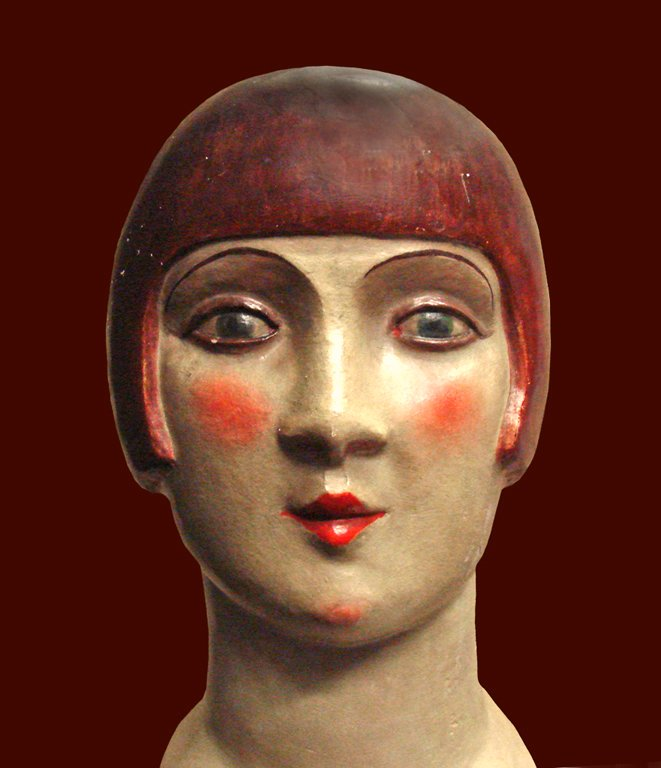
Maurice de Jermon: Frauenkopf (1925), Plastik im Museumsbestand
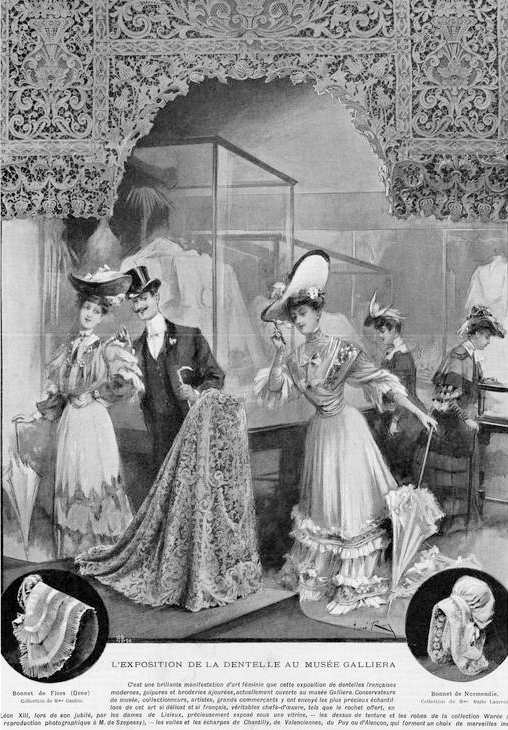
Spitzen. Ausstellungsbericht 1904